# 손병석
손병석(孫昞錫, 1962년 ~ )은 대한민국의 국토교통부 제1차관을 역임한 공무원이며, 9대 한국철도공사 사장이다. 본관은 일직이며, 경상남도 밀양시 출신이다.

## 생애
서울대학교 건축학과를 졸업하고, 1986년 기술고시(22회)에 합격하여 1987년 건설부에서 공직을 시작했다. 국토부 국토정책국장과 수자원국장, 철도국장, 중앙토지수용위원회 상임위원에 이어 기획조정실장을 지냈다.
2017년 6월 국토교통부 제1차관에 임명되었다.
2019년 3월 27일 한국철도공사 사장에 취임하였다. 임기는 3년이다.

## 논란
손병석 사장은 적자가 늘고 있는 경영상황과 2020년 공공기관 경영평가에서 나타난 경영관리부문 성과부진의 책임을 지고 2일 사의를 표명했다. 이후 7월 16일 면직발령으로 사퇴하였다.

## 학력
- 배재고등학교
- 서울대학교 건축학과 학사
- 서울대학교 대학원 건축학과 석사

## 경력
- 1986년 : 기술고시 22회
- 1987년 건설부 공무원
- 2000년 6월 건설교통부 복합도시기획팀장
- 2009년 12월 행정중심복합도시건설청 기획재정담당관
- 국무총리실 세종시기획단 파견
- 2010년 10월 국가경쟁력강화위원회 파견
- 2011년 8월 여수세계박람회 조직위원회 파견
- 2012년 9월 국토해양부 국토정책국장
- 2013년 4월 국토교통부 수자원정책국장
- 2014년 7월 국토교통부 철도국장
- 2015년 9월 국토교통부 중앙토지수용위원회 상임위원
- 2016년 5월 ~ 2017년 6월 : 국토교통부 기획조정실장
- 2017년 6월 ~ 2018년 12월 : 대한민국의 국토교통부 제1차관
- 2019년 3월 27일 ~ 2021년 7월 16일 : 9대 한국철도공사 사장

## 가족
- 형 : 손왕석(孫旺錫, 1956년 ~ ) - 수원지방법원 부장판사
- 부인 : 장경순(張京順, 1964년 ~ ) - 제30대 조달청 차장